# Ctenotus
Ctenotus is een geslacht van hagedissen uit de familie skinken (Scincidae).

## Naam en indeling
De wetenschappelijke naam van de groep werd voor het eerst voorgesteld door Glen Milton Storr in 1964. Er zijn 102 soorten, inclusief de pas in 2012 beschreven soort Ctenotus ora. Het is hiermee de soortenrijkste groep van Australische reptielen.
Ctenotus- soorten zijn sterker verwant aan de bosskinken (Sphenomorphus) dan aan andere groepen uit de onderfamilie Sphenomorphinae. Een aantal soorten bleken later verschillende vormen te zijn van dezelfde soort. Voorbeelden zijn de niet langer erkende soorten Ctenotus helenae, Ctenotus fallens en Ctenotus brachyonyx die sinds 2014 tot de soort Ctenotus inornatus worden gerekend. Sommige bronnen melden hierdoor een afwijkend soortenaantal.

## Uiterlijke kenmerken
De lichaamskleur is bruin, meestal met een strepentekening of vlekkenrijen. De kopromplengte bedraagt ongeveer zes tot acht centimeter exclusief de staart. Sommige soorten worden wat groter zoals Ctenotus robustus, die tot 12,5 cm lang kan worden. De staart is veel langer dan het lichaam en kan tot 2,5 keer de lichaamslengte bedragen. De staart is zeer lang en dun. De soort Ctenotus calurus heeft een opvallende blauwe kleur staart, bij Ctenotus leae is de staart juist oranjerood van kleur.
De schubben zijn glad en ongekield. De oogleden zijn beweeglijk en hebben geen doorzichtig venster in het midden zoals bij andere skinken het geval is.
Meestal is er een rij lobachtige schubben achter de gehooropeningen aanwezig, maar bij sommige soorten ontbreken deze, een voorbeeld is Ctenotus brevipes. De verschillende soorten worden hierdoor in de Engelse taal wel met 'kam-oorhagedisen' aangeduid. De poten zijn goed ontwikkeld en dragen vijf vingers en tenen.

## Verspreiding en habitat

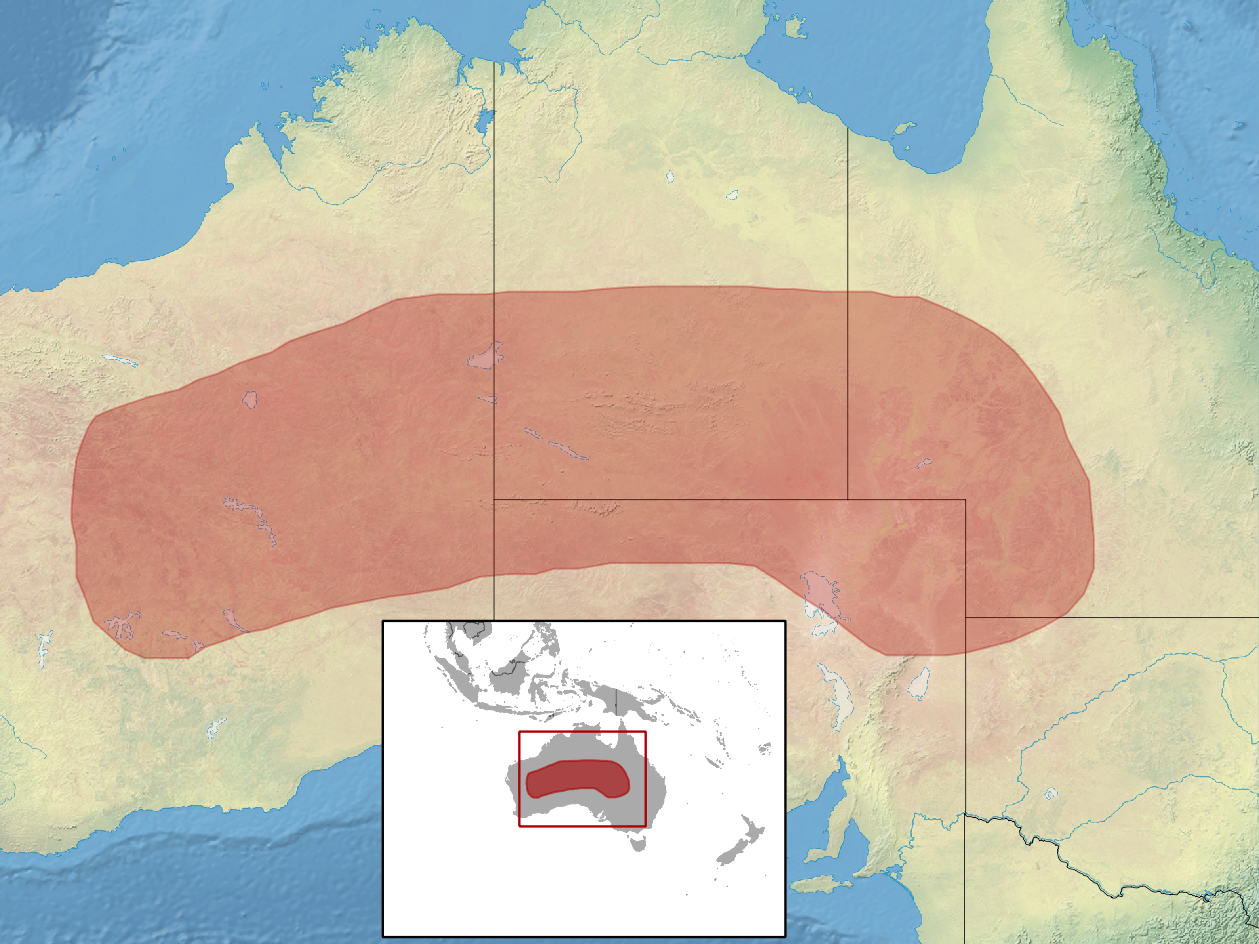
Ctenotus leonhardii komt voor in een groot deel van centraal-Australië.

Alle soorten komen endemisch voor in Australië. Er is slechts één uitzondering; Ctenotus spaldingi komt daarnaast ook voor op Nieuw-Guinea en verschillende omliggende eilanden. De Australische soorten komen voor in de staten New South Wales, Noordelijk Territorium, Queensland, Victoria, West-Australië en Zuid-Australië
De habitat bestaat uit droge, zanderige omgevingen zoals stenige hellingen, halfwoestijnen, verstuivingen, stranden, rivieroevers en zandduinen. De hagedissen schuilen in de strooisellaag en onder objecten zoals stenen.
Door de internationale natuurbeschermingsorganisatie IUCN is aan alle soorten een beschermingsstatus toegewezen. Vrijwel alle soorten hebben de beschermingstatus 'veilig' (Least Concern of LC). De skinken Ctenotus stuarti en Ctenotus kurnbudj hebben de status 'bedreigd' (Endangered of EN), de soort Ctenotus lancelini wordt beschouwd als 'ernstig bedreigd' (Critically Endangered of CR).

## Soorten

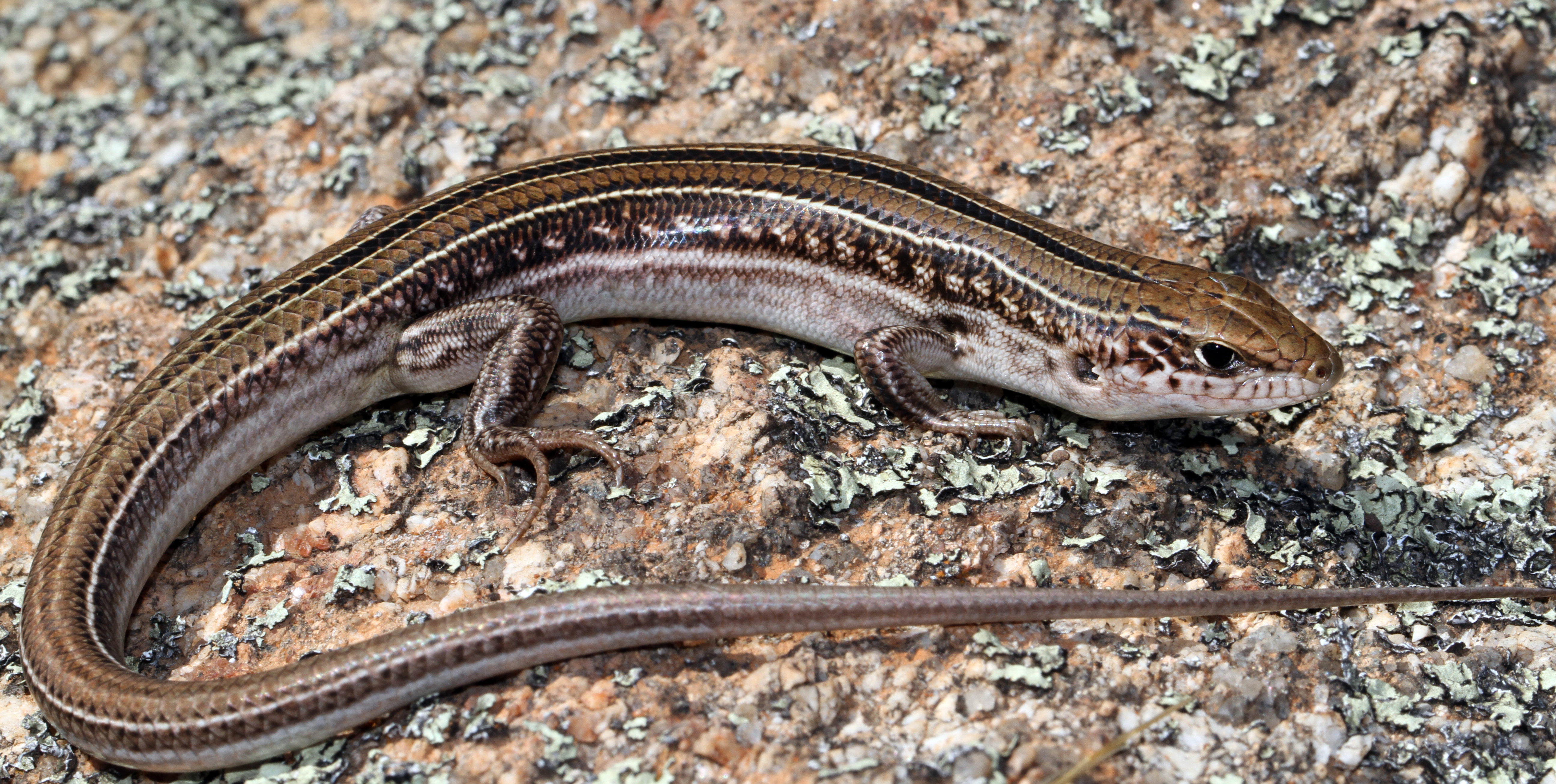
Ctenotus robustus

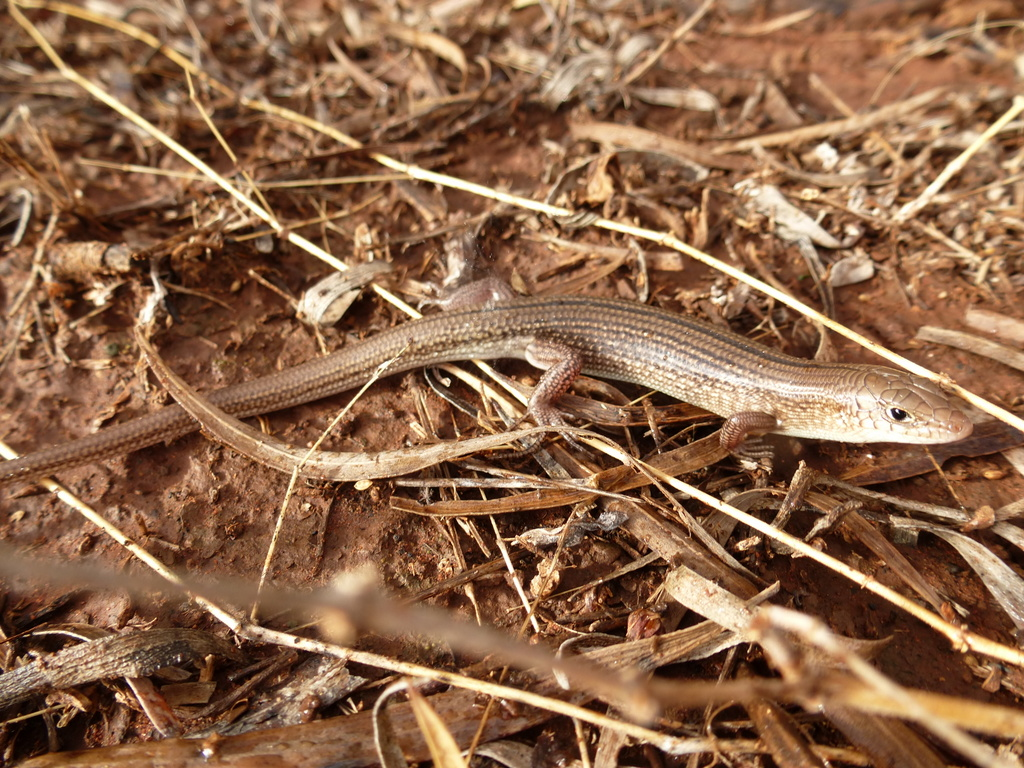
Ctenotus helenae

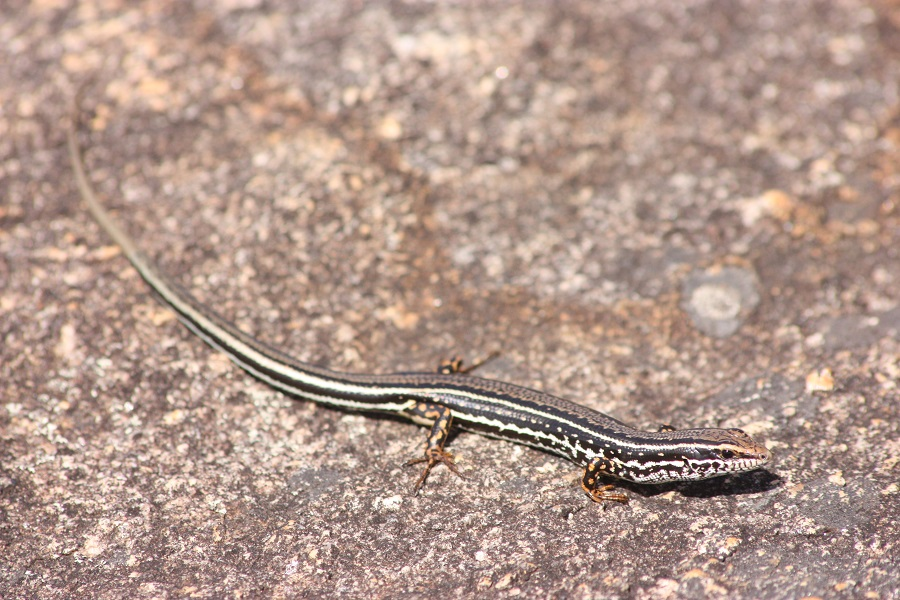
Ctenotus labillardieri

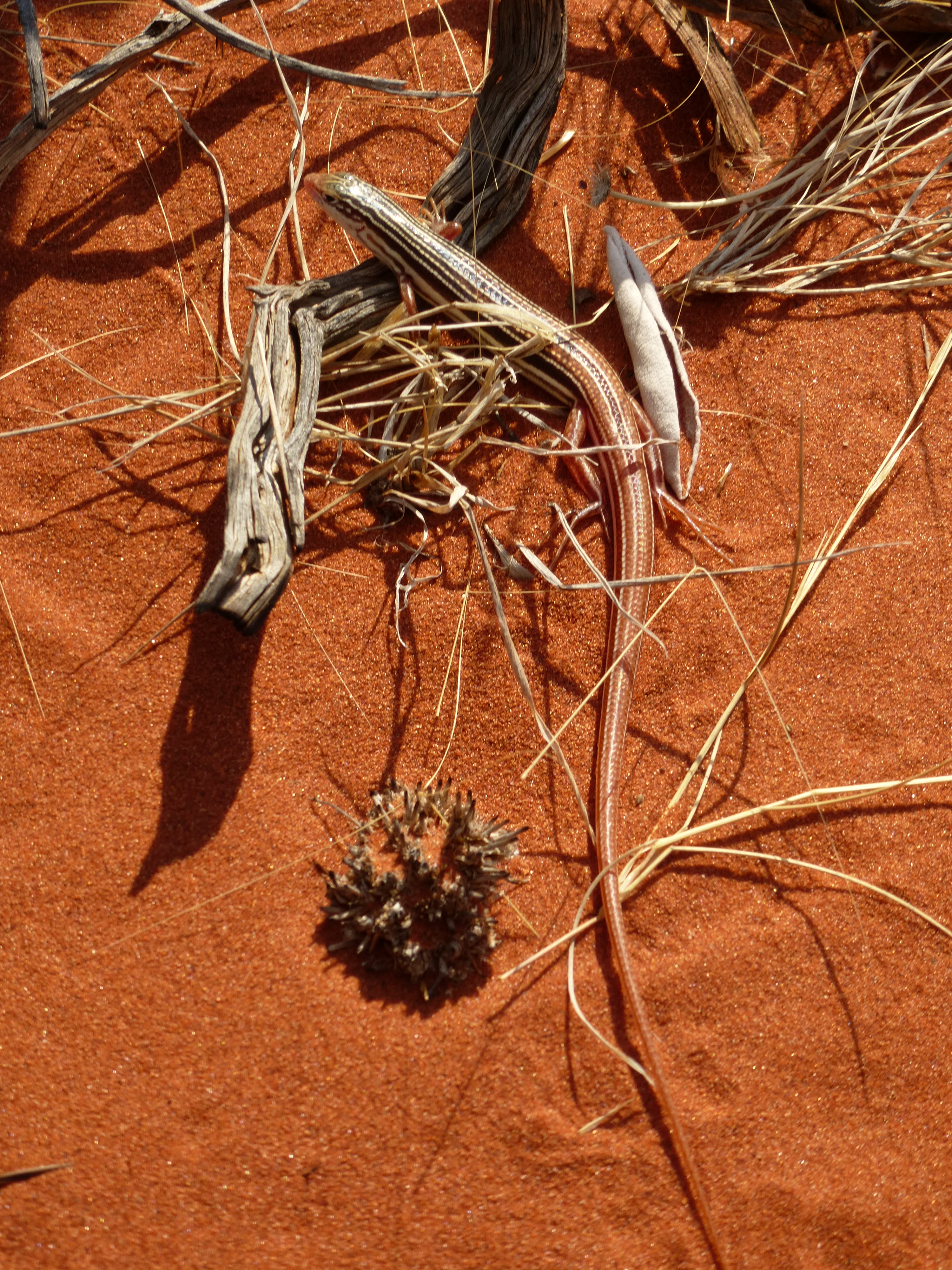
Ctenotus leae

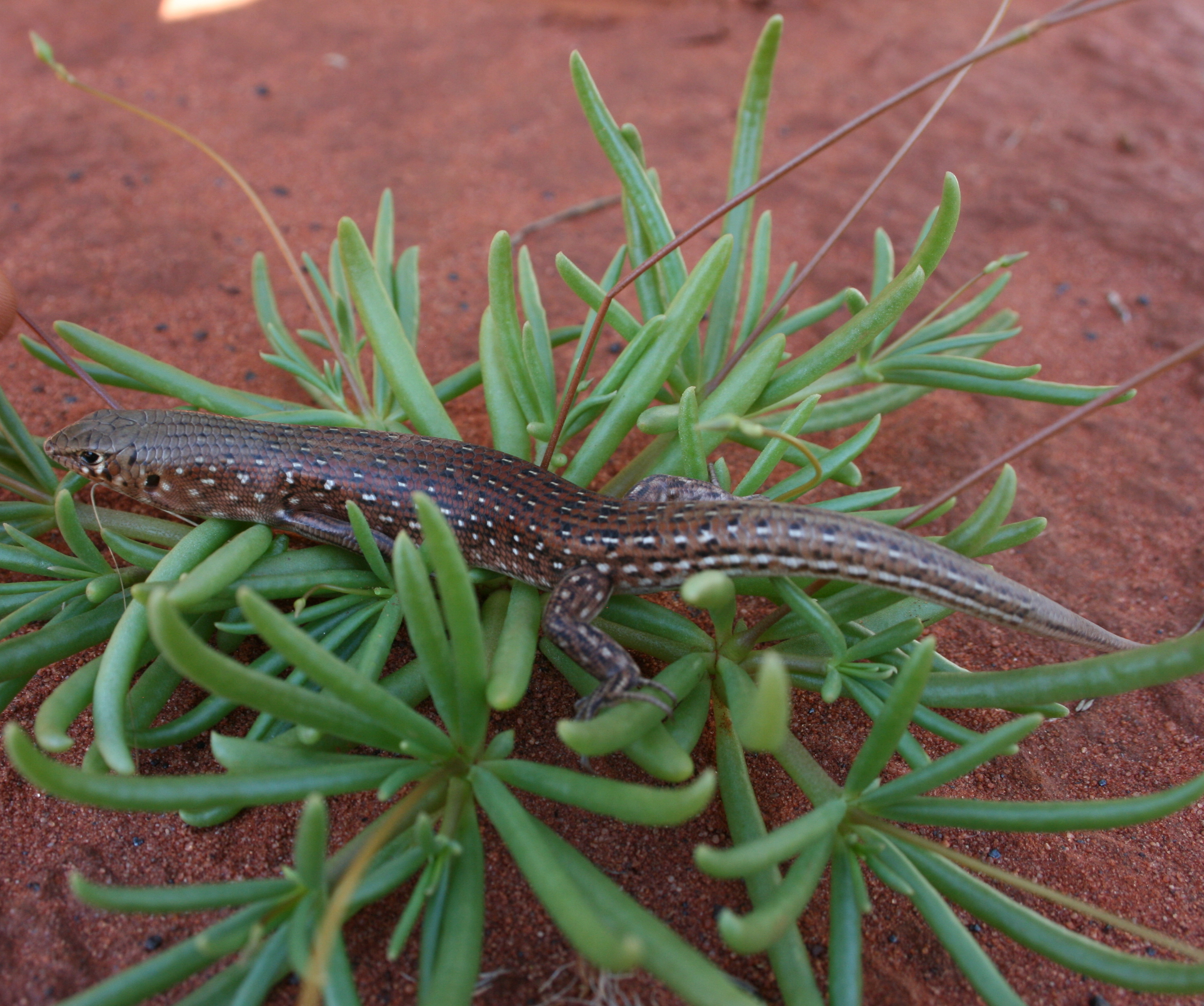
Ctenotus pantherinus

Het geslacht omvat de volgende soorten, met de auteur en het verspreidingsgebied.
| Naam                           | Auteur                                                 | Verspreidingsgebied                                                                                         |
| ------------------------------ | ------------------------------------------------------ | --- |
| Ctenotus agrestis              | Wilson & Couper, 1995                                  | Australië (Queensland)                                                                                      |
| Ctenotus alacer                | Storr, 1970                                            | Australië (Noordelijk Territorium, Queensland, West-Australië)                                              |
| Ctenotus alleni                | Storr, 1974                                            | Australië (West-Australië)                                                                                  |
| Ctenotus allotropis            | Storr, 1981                                            | Australië (New South Wales, Queensland)                                                                     |
| Ctenotus angusticeps           | Storr, 1988                                            | Australië (West-Australië)                                                                                  |
| Ctenotus aphrodite             | Ingram & Czechura, 1990                                | Australië (Queensland)                                                                                      |
| Ctenotus arcanus               | Czechura & Wombey, 1982                                | Australië (New South Wales, Queensland)                                                                     |
| Ctenotus ariadnae              | Storr, 1969                                            | Australië (West-Australië)                                                                                  |
| Ctenotus arnhemensis           | Storr, 1981                                            | Australië (Noordelijk Territorium)                                                                          |
| Ctenotus astarte               | Czechura, 1986                                         | Australië (Queensland)                                                                                      |
| Ctenotus astictus              | Horner, 1995                                           | Australië (Noordelijk Territorium)                                                                          |
| Ctenotus atlas                 | Storr, 1969                                            | Australië (New South Wales, West-Australië, Zuid-Australië)                                                 |
| Ctenotus australis             | Gray, 1838                                             | Australië (West-Australië)                                                                                  |
| Ctenotus borealis              | Horner & King, 1985                                    | Australië (Noordelijk Territorium)                                                                          |
| Ctenotus brevipes              | Storr, 1981                                            | Australië (Queensland)                                                                                      |
| Ctenotus brooksi               | Loveridge, 1933                                        | Australië (New South Wales, Noordelijk Territorium, Queensland, Victoria, West-Australië, Zuid-Australië    |
| Ctenotus burbidgei             | Storr, 1975                                            | Australië (West-Australië)                                                                                  |
| Ctenotus calurus               | Storr, 1969                                            | Australië (Noordelijk Territorium, West-Australië, Zuid-Australië)                                          |
| Ctenotus capricorni            | Storr, 1981                                            | Australië (Queensland)                                                                                      |
| Ctenotus catenifer             | Storr, 1974                                            | Australië (West-Australië)                                                                                  |
| Ctenotus coggeri               | Sadlier, 1985                                          | Australië (Noordelijk Territorium)                                                                          |
| Ctenotus colletti              | Boulenger, 1896                                        | Australië (Noordelijk Territorium, Queensland, West-Australië)                                              |
| Ctenotus decaneurus            | Storr, 1970                                            | Australië (Noordelijk Territorium, West-Australië, mogelijk in Queensland)                                  |
| Ctenotus delli                 | Storr, 1974                                            | Australië (West-Australië)                                                                                  |
| Ctenotus duricola              | Storr, 1975                                            | Australië (West-Australië)                                                                                  |
| Ctenotus dux                   | Storr, 1969                                            | Australië (Noordelijk Territorium, West-Australië, Zuid-Australië)                                          |
| Ctenotus ehmanni               | Storr, 1985                                            | Australië (West-Australië)                                                                                  |
| Ctenotus essingtonii           | Gray, 1842                                             | Australië (Noordelijk Territorium)                                                                          |
| Ctenotus euclae                | Storr, 1971                                            | Australië (West-Australië, Zuid-Australië)                                                                  |
| Ctenotus eurydice              | Czechura & Wombey, 1982                                | Australië (New South Wales, Queensland)                                                                     |
| Ctenotus eutaenius             | Storr, 1981                                            | Australië (Queensland)                                                                                      |
| Ctenotus gagudju               | Sadlier, Wombey & Braithwaite, 1986                    | Australië (Noordelijk Territorium)                                                                          |
| Ctenotus gemmula               | Storr, 1974                                            | Australië (West-Australië)                                                                                  |
| Ctenotus grandis               | Storr, 1969                                            | Australië (Noordelijk Territorium, West-Australië, mogelijk in Zuid-Australië)                              |
| Ctenotus greeri                | Storr, 1979                                            | Australië (Noordelijk Territorium, West-Australië)                                                          |
| Ctenotus halysis               | Horner, 2009                                           | Australië (West-Australië)                                                                                  |
| Ctenotus hanloni               | Storr, 1980                                            | Australië (Noordelijk Territorium, West-Australië, Zuid-Australië)                                          |
| Ctenotus hebetior              | Storr, 1978                                            | Australië (Noordelijk Territorium, Queensland)                                                              |
| Ctenotus hilli                 | Storr, 1970                                            | Australië (Noordelijk Territorium)                                                                          |
| Ctenotus iapetus               | Storr, 1975                                            | Australië (West-Australië)                                                                                  |
| Ctenotus impar                 | Storr, 1969                                            | Australië (West-Australië)                                                                                  |
| Ctenotus ingrami               | Czechura & Wombey, 1982                                | Australië (New South Wales, Queensland)                                                                     |
| Ctenotus inornatus             | Gray, 1845                                             | Australië (Noordelijk Territorium, Queensland, West-Australië)                                              |
| Ctenotus joanae                | Storr, 1970                                            | Australië (Noordelijk Territorium, Queensland)                                                              |
| Ctenotus kurnbudj              | Sadlier, Wombey & Braithwaite, 1986                    | Australië (Noordelijk Territorium)                                                                          |
| Ctenotus labillardieri         | Duméril & Bibron, 1839                                 | Australië (West-Australië)                                                                                  |
| Ctenotus lancelini             | Ford, 1969                                             | Australië (West-Australië)                                                                                  |
| Ctenotus lateralis             | Storr, 1978                                            | Australië (Queensland)                                                                                      |
| Ctenotus leae                  | Boulenger, 1887                                        | Australië (New South Wales, Noordelijk Territorium, Queensland, West-Australië, Zuid-Australië)             |
| Ctenotus leonhardii            | Sternfeld, 1919                                        | Australië (New South Wales, Noordelijk Territorium, Queensland, West-Australië, Zuid-Australië)             |
| Ctenotus maryani               | Aplin & Adams, 1998                                    | Australië (West-Australië)                                                                                  |
| Ctenotus mastigura             | Storr, 1975                                            | Australië (West-Australië)                                                                                  |
| Ctenotus mesotes               | Horner, 2009                                           | Australië (West-Australië)                                                                                  |
| Ctenotus militaris             | Storr, 1975                                            | Australië (Noordelijk Territorium, West-Australië)                                                          |
| Ctenotus mimetes               | Storr, 1969                                            | Australië (West-Australië)                                                                                  |
| Ctenotus monticola             | Storr, 1981                                            | Australië (Queensland)                                                                                      |
| Ctenotus nasutus               | Storr, 1969                                            | Australië (Noordelijk Territorium, West-Australië)                                                          |
| Ctenotus nigrilineatus         | Storr, 1990                                            | Australië (West-Australië)                                                                                  |
| Ctenotus nullum                | Ingram & Czechura, 1990                                | Australië (Queensland)                                                                                      |
| Ctenotus olympicus             | Hutchinson & Donnellan, 1999                           | Australië (New South Wales, Noordelijk Territorium, Zuid-Australië)                                         |
| Ctenotus ora                   | Kay & Keogh, 2012                                      | Australië (West-Australië)                                                                                  |
| Ctenotus orientalis            | Storr, 1971                                            | Australië (New South Wales, Noordelijk Territorium, Queensland, Victoria, West-Australië)                   |
| Ctenotus pallasotus            | Rabosky & Doughty, 2017                                | Australië (West-Australië)                                                                                  |
| Ctenotus pallescens            | Storr, 1970                                            | Australië (Noordelijk Territorium)                                                                          |
| Ctenotus pantherinus           | Peters, 1866                                           | Australië (Noordelijk Territorium, Queensland, West-Australië, Zuid-Australië, mogelijk in New South Wales) |
| Ctenotus piankai               | Storr, 1969                                            | Australië (Noordelijk Territorium, Queensland, West-Australië, Zuid-Australië)                              |
| Ctenotus pulchellus            | Storr, 1978                                            | Australië (Noordelijk Territorium, Queensland)                                                              |
| Ctenotus quattuordecimlineatus | Sternfeld, 1919                                        | Australië (Noordelijk Territorium, Queensland, West-Australië, Zuid-Australië)                              |
| Ctenotus quinkan               | Ingram, 1979                                           | Australië (Queensland)                                                                                      |
| Ctenotus quirinus              | Horner, 2007                                           | Australië (Noordelijk Territorium)                                                                          |
| Ctenotus rawlinsoni            | Ingram, 1979                                           | Australië (Queensland)                                                                                      |
| Ctenotus regius                | Storr, 1971                                            | Australië (New South Wales, Noordelijk Territorium, Queensland, Victoria, Zuid-Australië)                   |
| Ctenotus rhabdotus             | Rabosky & Doughty, 2017                                | Australië (Noordelijk Territorium, West-Australië)                                                          |
| Ctenotus rimacolus             | Horner & Fisher, 1998                                  | Australië (Noordelijk Territorium, West-Australië)                                                          |
| Ctenotus robustus              | Storr, 1970                                            | Australië (New South Wales, Noordelijk Territorium, Queensland, Victoria, West-Australië, Zuid-Australië)   |
| Ctenotus rosarium              | Couper, Amey & Kutt, 2002                              | Australië (Queensland)                                                                                      |
| Ctenotus rubicundus            | Storr, 1978                                            | Australië (West-Australië)                                                                                  |
| Ctenotus rufescens             | Storr, 1979                                            | Australië (West-Australië)                                                                                  |
| Ctenotus rutilans              | Storr, 1980                                            | Australië (West-Australië)                                                                                  |
| Ctenotus schevilli             | Loveridge, 1933                                        | Australië (Queensland)                                                                                      |
| Ctenotus schomburgkii          | Peters, 1863                                           | Australië (New South Wales, Noordelijk Territorium, Queensland, West-Australië, Zuid-Australië)             |
| Ctenotus septenarius           | King, Horner & Fyfe, 1988                              | Australië (Noordelijk Territorium)                                                                          |
| Ctenotus serotinus             | Czechura, 1986                                         | Australië (Queensland)                                                                                      |
| Ctenotus serventyi             | Storr, 1975                                            | Australië (West-Australië)                                                                                  |
| Ctenotus spaldingi             | Macleay, 1877                                          | Australië (Noordelijk Territorium, Queensland), Nieuw-Guinea                                                |
| Ctenotus storri                | Rankin, 1978                                           | Australië (Noordelijk Territorium)                                                                          |
| Ctenotus strauchii             | Boulenger, 1887                                        | Australië (Noordelijk Territorium, Queensland), Nieuw-Guinea, Zuid-Australië)                               |
| Ctenotus striaticeps           | Storr, 1978                                            | Australië (Noordelijk Territorium, Queensland)                                                              |
| Ctenotus stuarti               | Horner, 1995                                           | Australië (Noordelijk Territorium)                                                                          |
| Ctenotus superciliaris         | Rabosky, Hutchinson, Donnellan, Talaba & Lovette, 2014 | Australië (Noordelijk Territorium)                                                                          |
| Ctenotus taeniatus             | Mitchell, 1949                                         | Australië (New South Wales, Noordelijk Territorium, Queensland, Victoria, Zuid-Australië)                   |
| Ctenotus taeniolatus           | White, 1790                                            | Australië (New South Wales, Queensland, Victoria)                                                           |
| Ctenotus tanamiensis           | Storr, 1970                                            | Australië (Noordelijk Territorium, West-Australië)                                                          |
| Ctenotus tantillus             | Storr, 1975                                            | Australië (Noordelijk Territorium, West-Australië)                                                          |
| Ctenotus terrareginae          | Ingram & Czechura, 1990                                | Australië (Queensland)                                                                                      |
| Ctenotus uber                  | Storr, 1969                                            | Australië (West-Australië)                                                                                  |
| Ctenotus vagus                 | Horner, 2009                                           | Australië (West-Australië)                                                                                  |
| Ctenotus vertebralis           | Rankin & Gillam, 1979                                  | Australië (Noordelijk Territorium)                                                                          |
| Ctenotus xenopleura            | Storr, 1981                                            | Australië (West-Australië)                                                                                  |
| Ctenotus youngsoni             | Storr, 1975                                            | Australië (West-Australië)                                                                                  |
| Ctenotus zastictus             | Storr, 1984                                            | Australië (West-Australië)                                                                                  |
| Ctenotus zebrilla              | Storr, 1981                                            | Australië (Queensland)                                                                                      |